# Para-Commando-Brigade
Die Para-Commando-Brigade ist ein militärischer Verband innerhalb des belgischen Heeres, in dem alle Luftlandeeinheiten zusammengefasst sind.

## Historie
Während des Zweiten Weltkrieges wurden belgische Fallschirmjäger und Kommando-Einheiten aus Freiwilligen in Großbritannien gegründet. Die Commandos waren ein Teil des berühmten SAS-Regiments (5. SAS), während die Fallschirmjäger der britischen 6. Fallschirmdivision unterstanden. 1952 wurden das Commando- und Fallschirmjägerbataillon zum Para-Commando-Regiment zusammengeführt. 1955 wurde ein 3. Bataillon in Belgisch-Kongo zur Sicherung belgischer Interessen in der Region aufgestellt. Das Bataillon wurde 1962 nach Belgien verlegt. Verstärkt durch zusätzliche Unterstützungs-Einheiten, wurde aus dem Regiment 1991 die Para-Commando-Brigade. Von 1994 bis 2002 war sie Teil der Multinational Division Central (MND-C) der NATO.
Die Bezeichnung Para und Commando hat traditionellen Charakter. Die Einheiten haben dieselbe Ausbildung. Das 2. Commando Bataillon rekrutiert sich aber aus frankophonen Belgiern.
Ein bestandener Fallschirmspringer-Lehrgang und der Kommandolehrgang sind Voraussetzung für Soldaten der Kampfeinheiten in der Para-Commando-Brigade.

Springer und Commando Abzeichen, Belgien

## Gliederung
Hauptquartier in Heverlee

### Kampfeinheiten
1. Fallschirmjägerbataillon, Diest
2. Commandobataillon, Flawinne
3. Fallschirmjägerbataillon, Tielen
2. Artilleriebataillonbatterie ParaCommandos, Brasschaat

### Kampfunterstützungseinheiten
- 35. ParaCdo Luftabwehrbatterie,
- ParaCdo Sanitätskompanie,
- ParaCdo Logistikkompanie,
- ParaCdo Pionierkompanie

Das 3. Fallschirm-Panzer Regiment, französisch 3 Lanciers/Para, wurde 2003 aufgelöst und fusionierte mit dem 1 Lanciers zu 1/3 Lanciers. Der Verband entstand Anfang der 90er Jahre aus dem ehemaligen Eskadron/Recce Para/Cdo und verfügte über gepanzerte Fahrzeuge der englischen „Scimitar“ Familie. Der vorherige Verband 3 Lanciers gehörte zu den ehemaligen belgischen Streitkräften in Deutschland.

### Schulen
Commando Training Center / Marche Les Dames, Fallschirm Training Center / Schaffen

### Sondereinheit
Innerhalb der Para-Commando-Brigade gibt es eine etwa 110 Mann starke Sondereinheit, die Special Forces Group in Flawinne. Diese Einheit unterteilt sich in die Sektionen SFG (Special Forces Group) für spezielle Luft-, Wasser- sowie Landeinsätze und DAS (Détachement d'Agents de Sécurité) für den Personenschutz, Geiselbefreiung und Observation.
Zum Lufttransport der Para-Commando-Brigade ist die 15. Wing Staffel der Belgischen Luftwaffe angegliedert.
Waffen der Para-Commando-Brigade zumeist vom belgischen Hersteller FN/Browning:

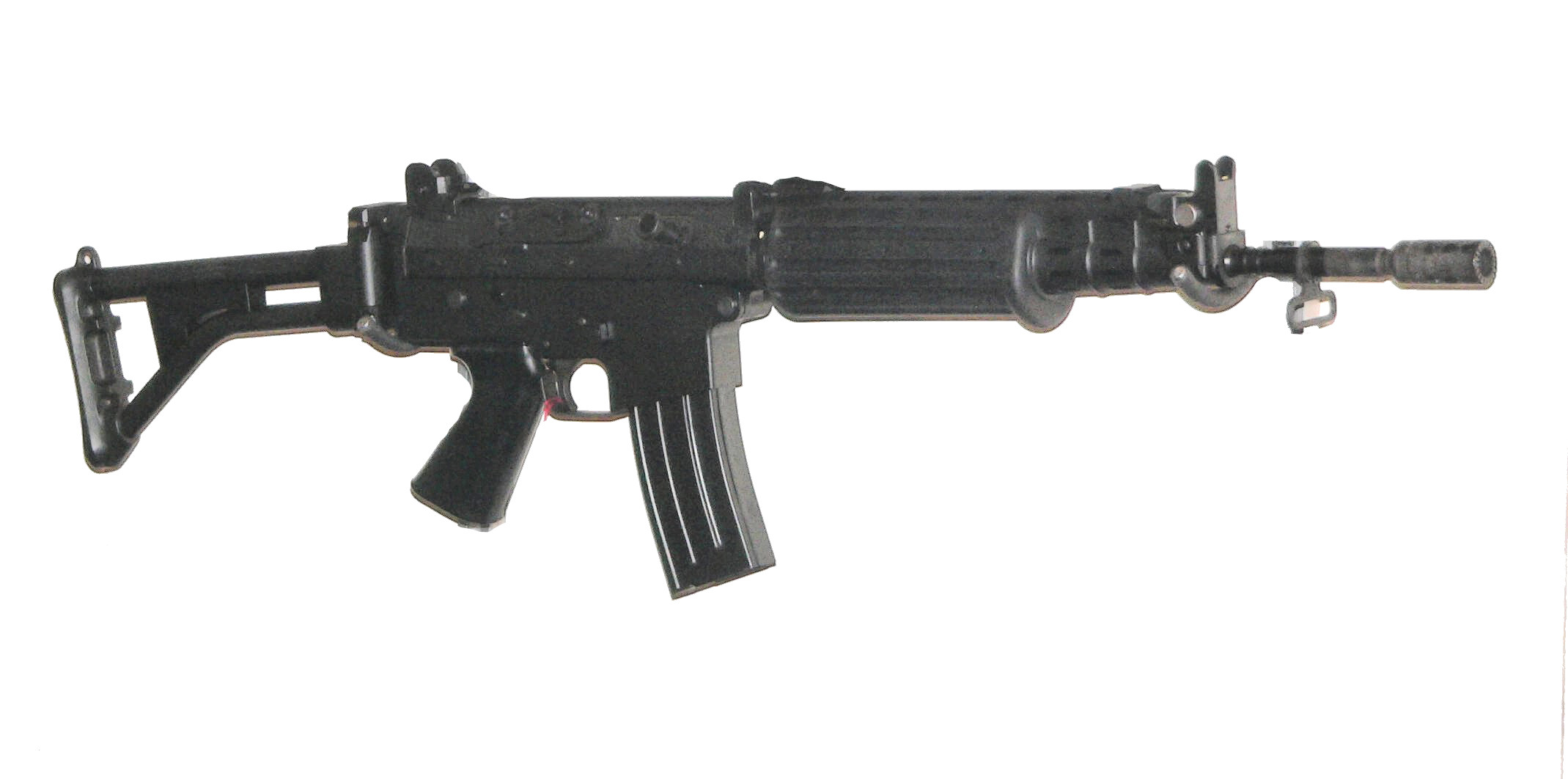
FN FNC
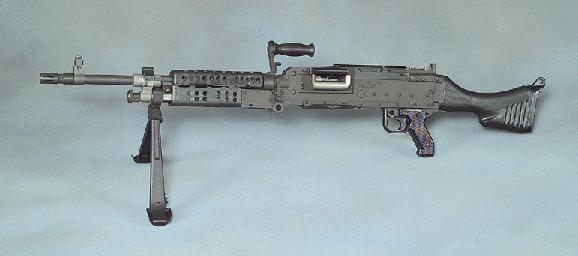
M240
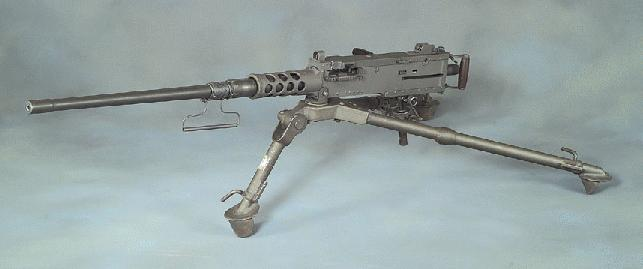
Browning M2
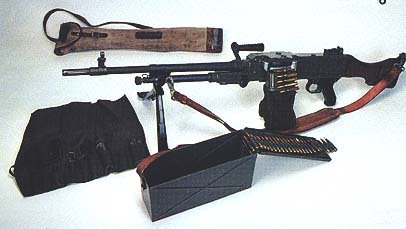
Ksp 58 (schwedische Lizenzfertigung des FN MAG)
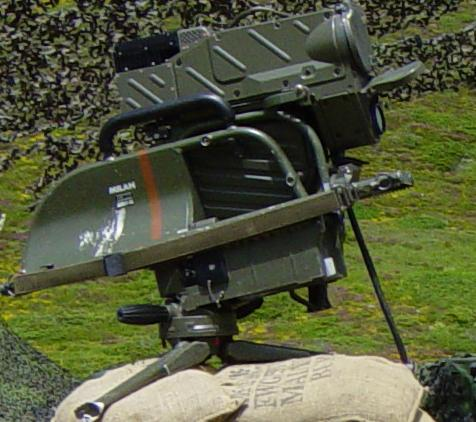
Panzerabwehrsystem MILAN mit Wärmebildgerät MIRA (MILAN InfraRot Adapter) auf einem kleinen Dreibein
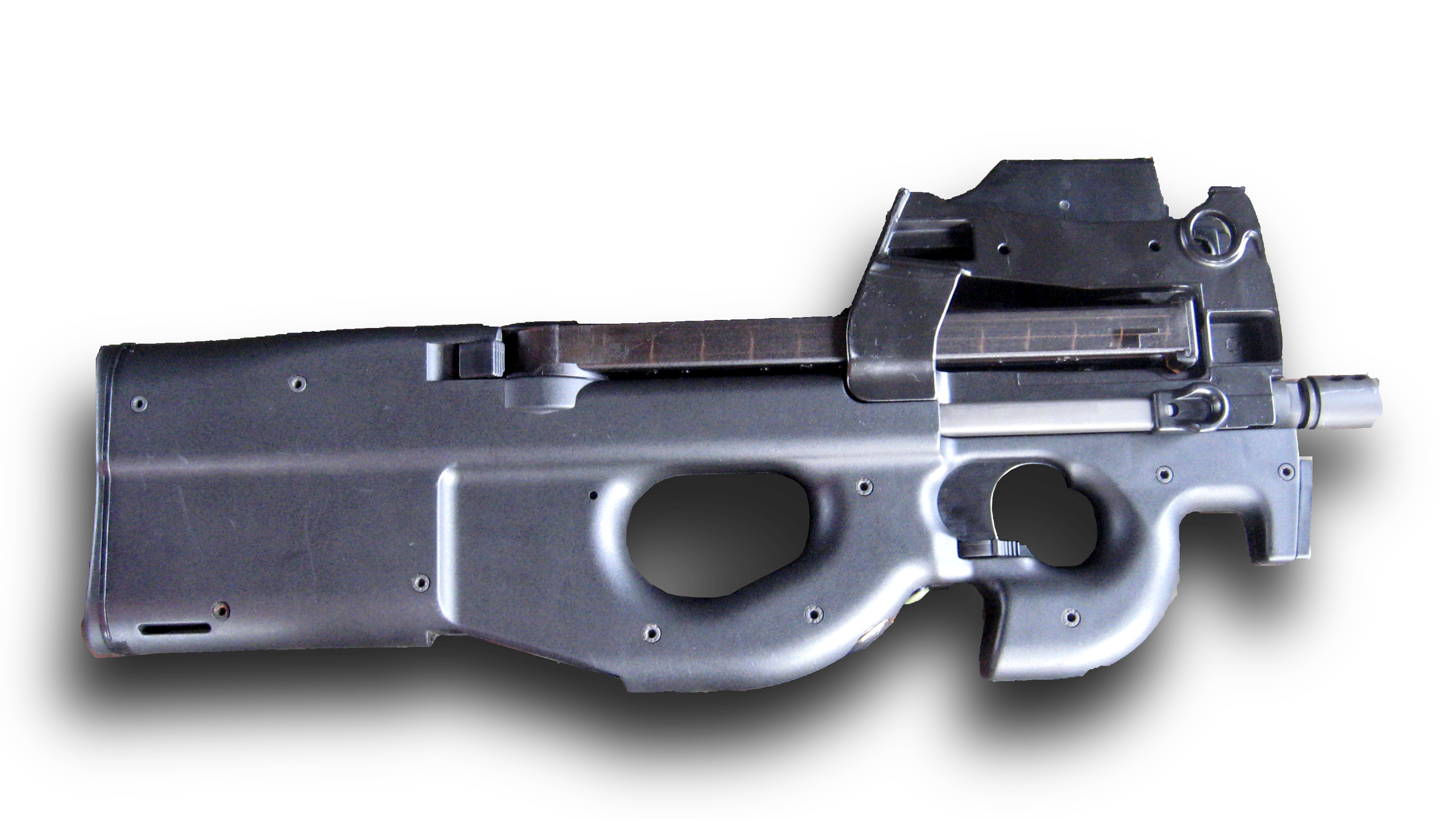
FN P90

## Einsätze
- 1943: Algerien / Italien / Frankreich
- 1944: Italien / Jugoslawien / Frankreich
- 1945: Ardennen
- 1950: Korea (Freiwilligen-Kontingent aus verschiedenen Truppenteilen)
- 1964: Kongo – Stanleyville (Operationen Dragon Rouge und Dragon Noir) Simba-Rebellion
- 1974: Niger – Sahel
- 1978: Zaire – Schlacht um Kolwezi (Red Bean)
- 1979: Zaire-Kitona (Green Apple)
- 1988: Persischer Golf (Oktopus)
- 1990: Ruanda – Kigali (Green Beam)
- 1991: Irak (Blue Lodge) / Zaire (Blue Beam)
- 1993: Zaire – Brazzaville (Sunny Winter) / Somalia (UNOSOM I + II)
- 1994: Ruanda – Kigali (Unterstützungsmission der Vereinten Nationen für Ruanda-Silver Back) (BlueSafari – u. a. Befreiung von elf Mitarbeitern der Deutschen Welle)
- 1997: Zaire – Brazzaville (Green Stream)
- 1999: Albanien (UFOR)
- 2002: Kosovo (KFOR)
- 2004: DR Kongo (Frieden erhaltende Maßnahmen)
- 2007: Libanon
- 2008: Afghanistan